# Wspólnota administracyjna Unterthingau
Wspólnota administracyjna Unterthingau – wspólnota administracyjna (niem. Verwaltungsgemeinschaft) w Niemczech, w kraju związkowym Bawaria, w rejencji Szwabia, w regionie Allgäu, w powiecie Ostallgäu. Siedziba wspólnoty znajduje się w miejscowości Unterthingau. Wspólnota powstała 1 maja 1978.
Wspólnota administracyjna zrzesza jedną gminę targową (Markt) oraz dwie gminy wiejskie (Gemeinde): 
- Görisried, 1 299 mieszkańców, 23,14 km²
- Kraftisried, 710 mieszkańców, 16,22 km²
- Unterthingau, gmina targowa, 2 733 mieszkańców, 45,23 km²